# Torres do Mondego
Torres do Mondego ist eine Gemeinde (Freguesia) im portugiesischen Kreis Coimbra. In ihr leben 2034 Einwohner (Stand 19. April 2021).